# Yamaha RD 400

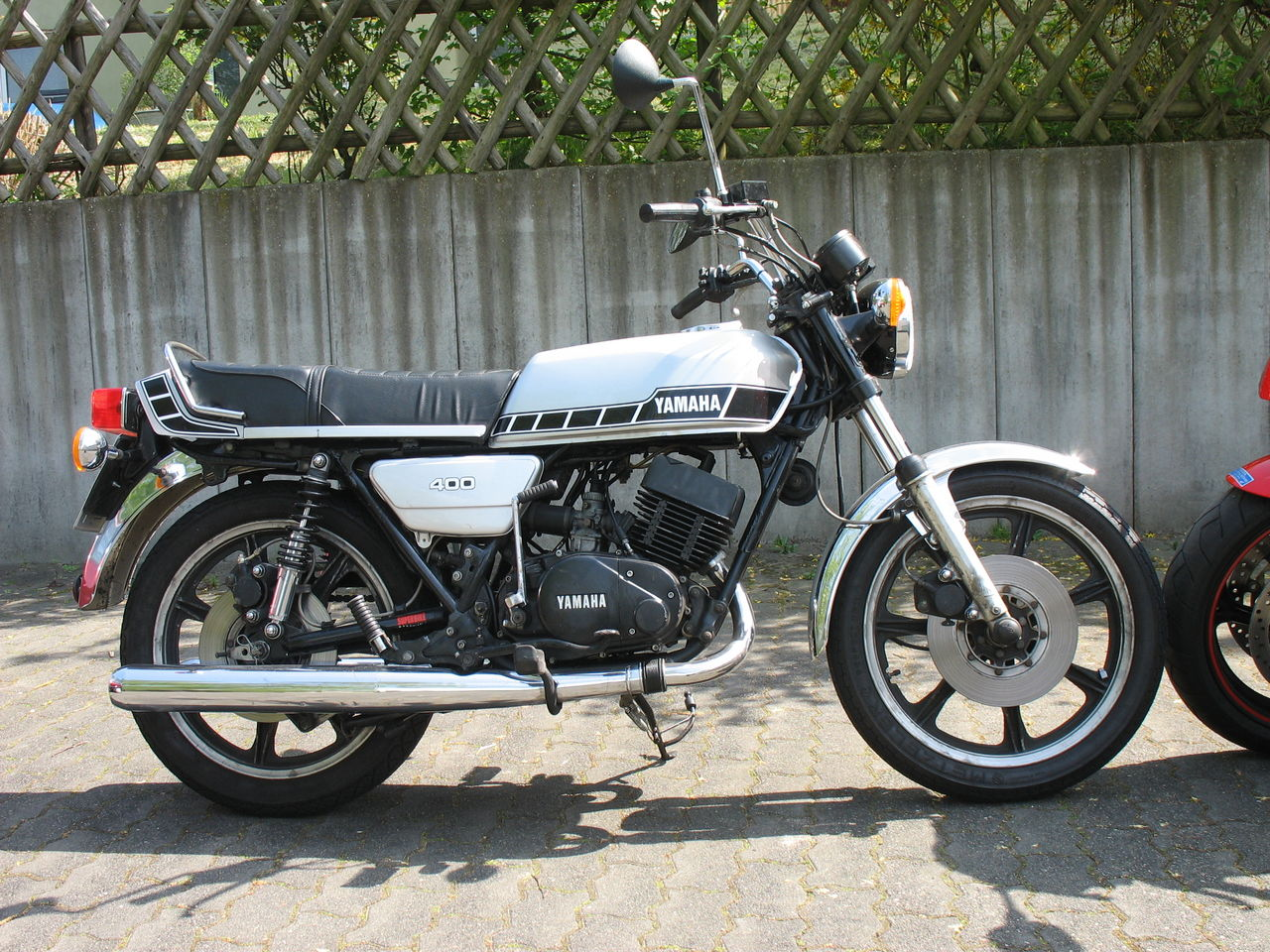
RD 400, Modell 1A3, Bj. 1977

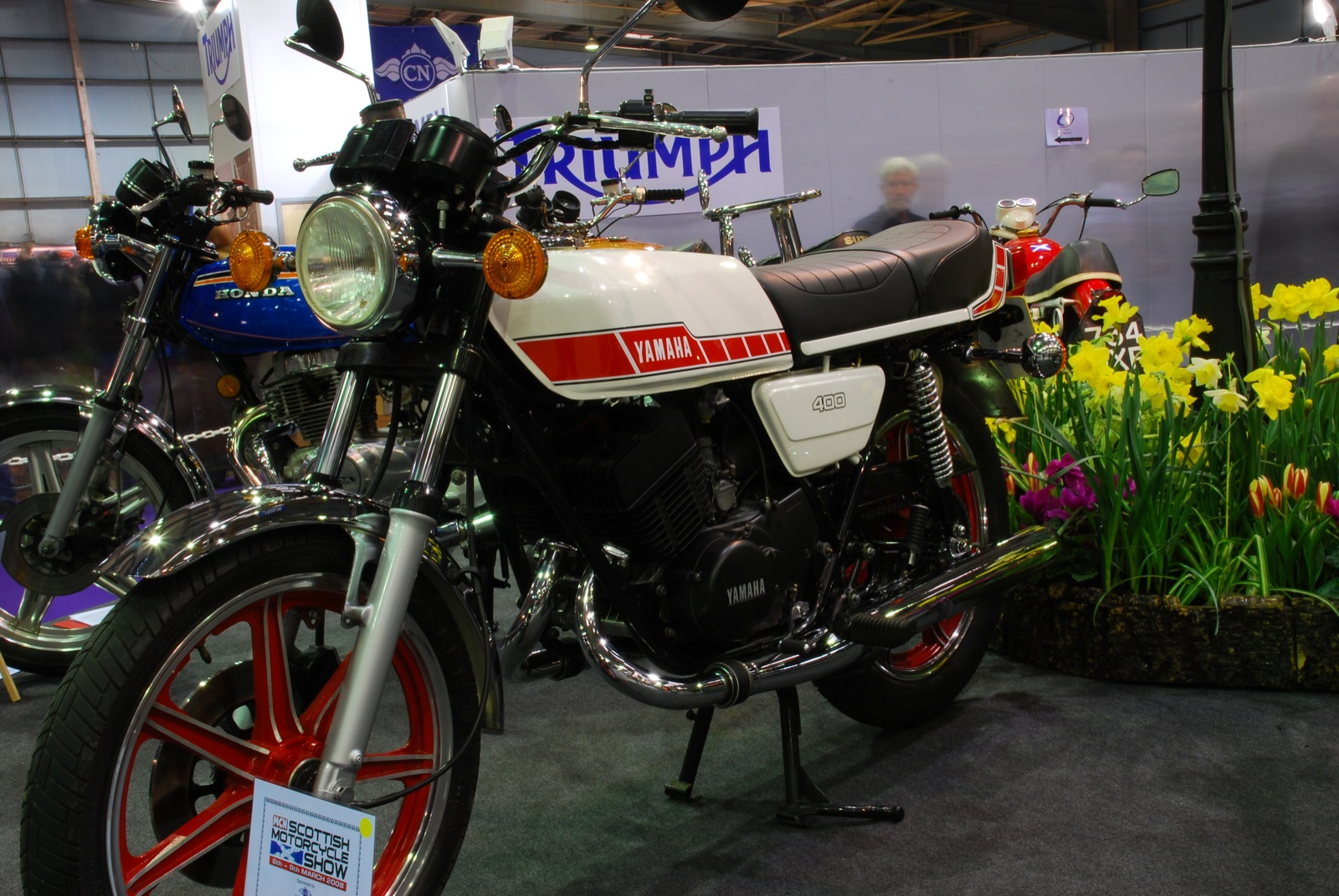
Yamaha RD400

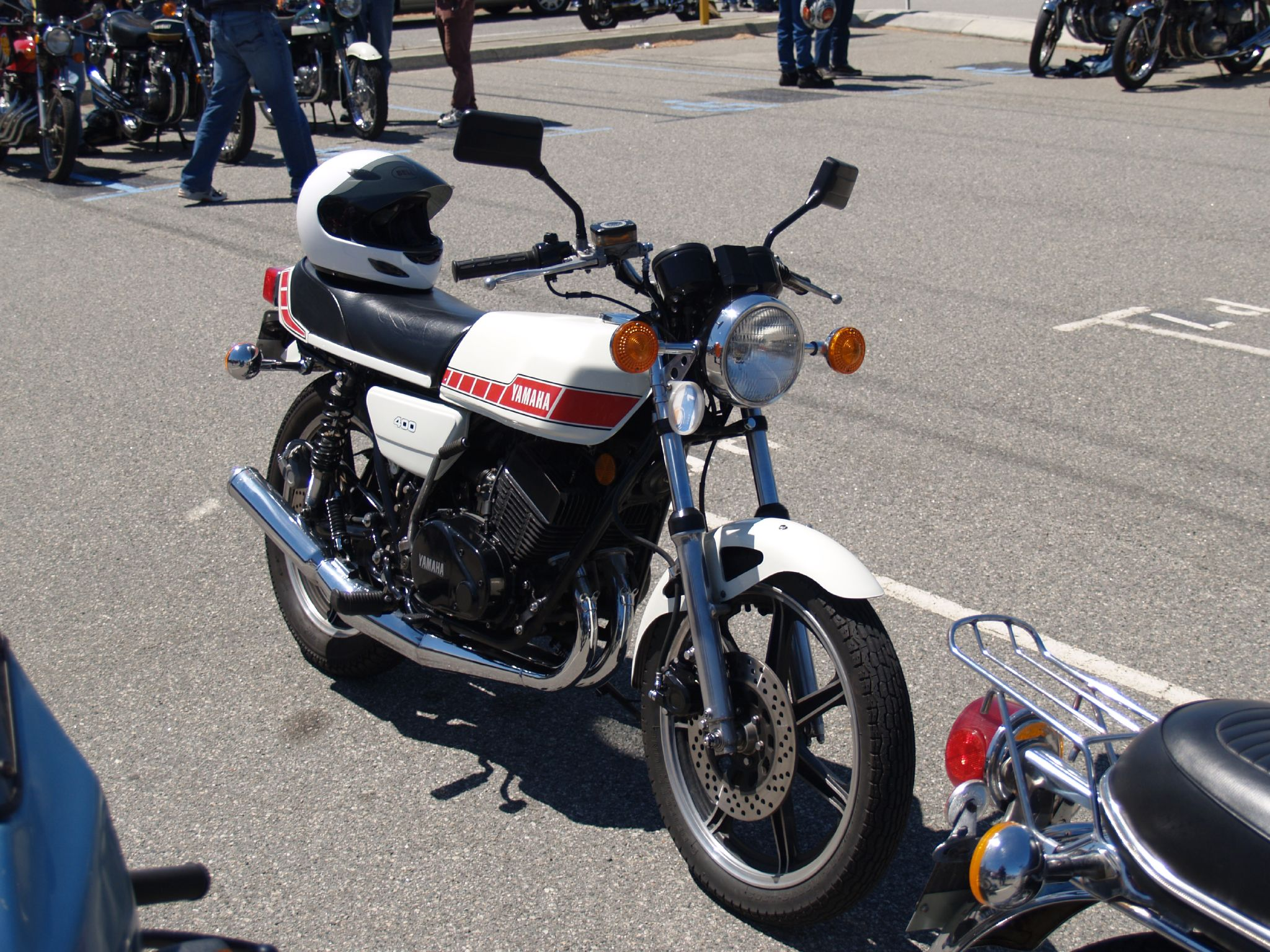
Yamaha RD400 02

Die Yamaha RD 400 ist wie die Yamaha RD 250 ein Zweitaktmotorrad des japanischen Motorradherstellers Yamaha.
Das Modell RD 400 kam 1976 (interne Baubezeichnung 1A3) als Ablösung für das in der Leistungsentfaltung sehr engbandige luftgekühlte Vorgängermodell RD 350 auf den Markt. Erstmals in der Großserie befand sich an beiden Rädern eine Scheibenbremse. 1978 erfolgte eine Modernisierung mit kontaktloser Transistorzündung, überarbeiteter Fußrastenanlage und neuem Design. Die interne Baubezeichnung lautete 2R9. Für beide Versionen gab es weiterhin dickere Zylinderkopfdichtungen, da insbesondere die mit Kontaktzündung bestückten Modelle bei Vernachlässigung der Einstellung bei Frühzündung zum Durchbrennen des Kolbenbodens neigten. Die Version 2R9 wurde nur kurze Zeit produziert, da bereits 1980 die wassergekühlten Versionen der RD-Modelle auf den europäischen Markt geliefert wurden und damit  die Ära der luftgekühlten Zweitaktmotoren in der Yamaha-Modellpalette beendeten.

## Technik
Der Zwei-Zylinder-Zweitaktmotor hat einen Hubraum von 399 cm³. Die Bohrung beträgt 64 mm, der Kolbenhub 62 mm. Der Motor ist damit fast quadratisch ausgelegt, die Höchstleistung von 32 kW wird bei einer Drehzahl von 7500 min−1 erreicht. Die Gemischaufbereitung erfolgt durch zwei Vergaser, das Getriebe hat 6 Gänge. Von dort wird das Moment über eine Rollenkette auf das Hinterrad übertragen.

## Stärken und Schwächen
Fachpresse und Testberichte offenbarten Fahrwerksschwächen: Die Hinterradschwinge war in Kunststoffbuchsen gelagert, die vorzeitig verschlissen, Axialspiel in der Lagerung auslösten und zu Fahrwerksunruhen (Pendeln) führten. Das war bei fast allen japanischen Motorrädern aus dieser Zeit ein Problempunkt. Der Zubehörhandel bot Nachrüstlager aus Metall an.
Die 400er Yamaha RD ist die letzte Vertreterin der „alten“ RD: Luftkühlung, Chrom statt Plastik, „englische“ Sitzhaltung. Die Zeitschrift „Das Motorrad“ brachte es im ersten Testbericht in Heft 11/1976 auf den Punkt: Titel „Für Genießer“, und „…vibrationsfreier Motorlauf, viel Power und ein problemloses Fahrwerk“. Grund genug, sich mit der „Lady aus Fernost“ näher zu befassen. Nippon-Classic.de (November 2016)
Zum Motor schreibt rd400.de:
Erste Probe auf Elastizität: Bei 2000 U/min im ersten Gang das Gas aufziehen - siehe da, der Motor dreht lochfrei hoch und schiebt die Maschine samt aufrecht sitzendem Fahrer im Leder mit Überjacke auf 7500 U/min - das sind laut Tachometer 155 km/h - die neugestylten Instrumente gehen also auch mehr als ausreichend genau. Beim Versuch, die volle Motorleistung durch fleissiges Schalten auszunutzen, kommen die Stärken des Triebwerks noch deutlicher zur Geltung: In jedem Gang geht es mit einer Vehemenz vorwärts, als gelte es, ein Sprint-Meeting zu gewinnen - kein Wunder bei diesem günstigen Leistungsgewicht.
Mehr als 40 Jahre nach ihrem Erscheinen spielt die RD 400 auf dem Gebrauchtmarkt keine Rolle mehr.

## Technische Daten
| Name   | Modell | Bauzeitraum | Leistung | Hubraum | Bremse vorn 260               | Bremse hinten 260             | Felgen               |
| ------ | ------ | ----------- | -------- | ------- | ----------------------------- | ----------------------------- | -------------------- |
| RD 400 | 1A3    | 1976/1977   | 43 PS    | 399 cm³ | Scheibe 260 mm, Festsattel    | Scheibe 260 mm, Festsattel    | Aluguss              |
| RD 400 | 2R9    | 1978/1979   | 43 PS    | 399 cm³ | Scheibe 260 mm, Schwimmsattel | Scheibe 260 mm, Schwimmsattel | Aluguss, erleichtert |